# Alcácer de Ulede Soltane
O Alcácer de Ulede Soltane ou Alcácer Aulade Sultão (em árabe: قصر أولاد سلطان; romaniz.: Qasr Awlad Sultan/Ksar Ouled Soltane) é um alcácer (ksar), ou seja um celeiro-fortaleza berbere, situado no sul da Tunísia, na zona de transição para o deserto do Saara, 20 km  a sul de Tatauine. É um dos alcáceres (Ksour) tunisianos mais famosos.
Situado num local elevado, de onde se domina toda a região envolta e por isso mais facilmente defensável, o alcácer tem a particularidade de dispor de dois recintos interiores (ou terreiros ou pátios), o segundo tendo sido construído no século XIX para prolongar o mais antigo datado provavelmente do século XV. Tem também o número recorde de 400 gorfas, nome dado às células ou pequenas divisões que serviam para armazenar sobretudo víveres, a principal função dos alcáceres. As gorfas estão dispostas em quatro ou cinco andares. À semelhança de outros alcáceres de montanha, o Alcácer de Ulede Soltane serviu não só de armazém fortificado mas tomou o lugar de alcáceres - cidadelas, como o de Tazaguedente, Techute e Beni Ussine.
Embora ainda vivam algumas pessoas no interior do alcácer, a esmagadora maioria dos habitantes locais vive na aldeia moderna com o mesmo nome construída ao lado. Parcialmente restaurado, o alcácer é um local turístico popular, que figura em muitos circuitos turísticos do sul da Tunísia. Isso deve-se em parte ao facto de estar parcialmente restaurado, ou seja menos arruinado do que a generalidade dos alcáceres da região, e também à fama que advém de ter sido um dos locais de rodagem do filme Star Wars Episódio I: A Ameaça Fantasma — ali foram filmadas muitas das cenas de exterior do bairro dos escravos de Mos Espa, onde cresceu Anakin Skywalker.